# Nissan Altima Hybrid
Altima Hybrid — первый гибридный автомобиль Nissan, созданный по технологии компании Toyota.
На автомобиле установлен бензиновый двигатель объёмом 2,5 литра и электродвигатель мощностью 30 кВт, с моментом 270 Нм. Общая мощность двигателей 198 л. с. (148 кВт). Никель-металл-гибридные аккумуляторы 244 В. Altima Nissan Hybrid заводится с кнопки и начинает бесшумно работать, пока полностью не утопится педаль, для воспламенения топлива в цилиндрах. 
Разгон 0-100км/час составляет 8.7с, а максимальная скорость 240-260км/час. 
Расход топлива 6,7 л/км в городском режиме и 7,1 л/км на шоссе. Топливный бак объёмом 75 литров. Дальность пробега на одной заправке около 1100 км.
Nissan Altima Hybrid можно заправлять бензиновым топливом АИ-95 и выше.
Altima Hybrid будет продаваться в 8 штатах США (Калифорния, Коннектикут, Мэн, Массачусетс, Нью-Джерси, Нью-Йорк, Род-Айленд и Вермонт). Продажи начались в начале 2007 г. Nissan планирует производить ежегодно 40 000 Altima Hybrid на своём заводе в США.